# U 202
U 202 war ein deutsches Unterseeboot des Typs VII C, auch als „Atlantikboot“ bezeichnet. Es wurde durch die Kriegsmarine während des U-Boot-Krieges im Nord-, West- und Mittelatlantik eingesetzt. Kommandant Hans-Heinz Linder setzte im Sommer 1942 neun deutsche Spione an der Ostküste der Vereinigten Staaten ab.

## Technische Daten
Auf der Kieler Germaniawerft, die hauptsächlich für den Bau von Großkampfschiffen vorgesehen war, wurden bereits seit 1934 U-Boote (auch für den Export) gefertigt. Nach der Ausweitung des U-Bootbauprogramms wurde die Werft mit einem jährlichen Ausstoß von 42 Booten beauftragt, eine Anzahl, die nie erreicht werden konnte. Im Jahr 1941 stellte die Germaniawerft neben U 202 neun weitere Boote des Typs VII C fertig. Ein U-Boot dieser Klasse hatte eine Verdrängung von 761 Kubikmeter über und 865 Kubikmeter unter Wasser. Die Dieselmaschine gewährleistete eine Überwassergeschwindigkeit von 17 Knoten, getaucht fuhr das Boot bis zu acht Knoten. Ein VII C hatte eine Länge von 67,1 Metern, eine Breite von 6,2 Metern und einen Tiefgang von 4,8 Metern. Üblicherweise waren 44 Mann Besatzung an Bord. Am Turm trug das Boot, neben dem Wappen seiner Patenstadt Innsbruck, eine Maling, die einen Igel darstellte.

## Kommandanten
- 22. März 1941 bis 1. September 1942 Hans-Heinz Linder
- 2. September 1942 bis 2. Juni 1943 Günter Poser

## Einsatz und Geschichte
Vom Zeitpunkt der Indienststellung war U 202 der 1. U-Flottille unterstellt. Ab Juni 1941 wurde es als Frontboot eingesetzt.

### „Markgraf“ und „Raubritter“ –U202im Nordatlantik
Ab Sommer 1941 war U 202 im Stützpunkt der 1. U-Flottille in Brest stationiert. Von hier aus patrouillierte Kommandant Linder auf vier Feindfahrten im Nordatlantik. Ende August gelang die Versenkung des britischen Fischdampfers Ladylove, der innerhalb von 15 Sekunden versank, ohne eine Meldung abgeben zu können.
- 27. August 1941 Ladylove mit 230 BRT versenkt

Auf derselben Feindfahrt attackierte das Boot im Rudel der U-Bootgruppe Markgraf den britischen Konvoi SC 42. Kommandant Linder schoss zunächst seine ersten fünf Torpedos daneben – schließlich versenkte er den schwedischen Dampfer Scania, der sechs Stunden zuvor von U 82 mit zwei Torpedos getroffen worden war und bereits in Flammen stand.
- 11. September 1941 Scania (Lage) mit 1980 BRT versenkt

Anfang November wurde U 202 dem Rudel Raubritter zugeteilt, welches den SC 52 attackieren sollte, welcher Ende November aus Nova Scotia in Richtung Großbritannien ausgelaufen war. Bei dieser Schlacht gelang Kommandant Linder die Versenkung von insgesamt 10.608 BRT.
- 3. November 1941 britische Dampfer Flynderborg (Lage) (2022 BRT) und Gretavale (Lage) (4586 BRT)[3] sowie einen unidentifizierten Dampfer versenkt

Gegen Jahresende wurde U 202 dazu ausersehen, als eines von 15 Booten in das Mittelmeer einzudringen, um gegen die britischen Seestreitkräfte vorzugehen, welche den Kampf um Tobruk unterstützten. Der Durchbruch der Meerenge von Gibraltar gelang Kommandant Linder jedoch nicht. Um die beim Durchbruchsversuch entstandenen Gefechtsschäden zu beheben, blieb U 202 bis März 1942 in Brest.

### Paukenschläge vor der Küste der USA
Im Rahmen des Unternehmens Paukenschlag verließ U 202 Brest am 1. März mit Kurs auf Kap Hatteras. Zwanzig U-Boote waren an die amerikanische Ostküste beordert worden, um dort von Maine bis Florida zu patrouillieren. Bereits auf dem Hinweg gelang Kommandant Linder die Versenkung eines britischen Tankschiffes.
- 22. März 1942 britisches Motortankschiff Athelviscount mit 8882 BRT versenkt

Um diese Boote mit Treibstoff zu versorgen, war U A in den Mittelatlantik verlegt worden, und auch U 202 tankte dort auf. Da das britische Konvoisystem erst im Juni 1942 auch an der amerikanischen Ostküste eingeführt wurde, waren bis dorthin nur einzeln fahrende Schiffe unterwegs, die eine leichte Beute für die deutschen U-Boote darstellten. Kommandant Linder torpedierte noch ein weiteres Schiff und fuhr im April wieder nach Brest zurück.
- 1. April 1942 britischer Frachter Loch Don mit 5249 BRT versenkt. Der britische Dampfer fuhr für die Maclay & McIntyre United Shipping Company in Glasgow und versuchte als Einzelfahrer von New York nach Kapstadt zu gelangen. Linder torpedierte die Loch Don um elf Uhr morgens. Der Treffer zerstörte den Maschinenraum und tötete drei Maschinisten. 44 Besatzungsmitglieder konnten sich retten. Sie wurden von dem Segelschiff Helen Forsey aufgenommen und nach Neufundland gebracht.[4] Die Helen Forsey wurde ein halbes Jahr später durch U 514 versenkt.

### Spione an Bord
Am 27. Mai 1942 lief U 202 erneut mit Kurs US-amerikanische Küste aus Brest aus. Kommandant Linder hatte vier deutsche Agenten an Bord, die er bei New York an Land bringen sollte. Georg Dasch, Heinrich Heinck, Richard Quirin und Ernest Burger waren mit mehreren Kisten Sprengstoff ausgerüstet und angewiesen, Flugzeugfabriken und Werften zu sprengen. U 202 erreichte Long Island am 4. Juni. Beim Herantasten an die Küste lief das Boot auf eine Sandbank auf. Die Agenten konnten zwar erfolgreich ausgesetzt werden, aber U 202 lag bis Tagesanbruch fest. Erst die aufkommende Flut ermöglichte es Kommandant Linder, das Boot wieder freizubekommen, indem er einige Treibstofftanks entleeren ließ. U 202 patrouillierte weiterhin im Seegebiet zwischen New York und Kap Hatteras und griff zwei weitere Schiffe an.

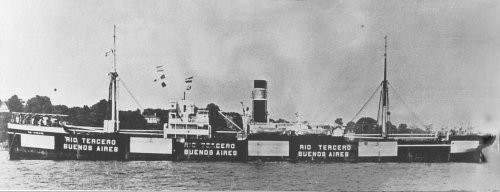
Argentinischer Dampfer Rio Tercero

- 22. Juni 1942 argentinischer Dampfer Rio Tercero mit 4864 BRT versenkt

U 202 nahm den argentinischen Kapitän aus einem Rettungsboot auf, der sich über die Versenkung des neutralen Schiffes beschwerte und angab, allein auf der torpedierten Schiffsseite seien 13 argentinische Flaggen gesetzt gewesen. Es gelang Kommandant Linder nicht, den Argentinier zu beruhigen, und das Gespräch musste abgebrochen werden, als U 202 gezwungen war, vor einem Luftangriff zu tauchen. Zwei Wochen später sichtete Kommandant Linder einen amerikanischen Dampfer. Die City of Birmingham hatte fast vierhundert Passagiere und Besatzungsmitglieder an Bord und sank innerhalb von vier Minuten. Heraneilende Schiffe konnten die meisten Opfer retten, neun Menschen ertranken.
- 1. Juli 1942 amerikanischer Dampfer City of Birmingham (Lage) mit 5861 BRT versenkt

Auf dem Rückmarsch nach Frankreich entdeckte Kommandant Linder den Geleitzug OS 34 und hielt Fühlung, bis sich U 564, U 751 und U 654 zur Jagd gesammelt hatten. U 202 nahm aufgrund von Treibstoffmangel nicht mehr an diesem Angriff teil und lief Ende Juli wieder in Brest ein.
U 202, unter Oberleutnant zur See Günter Poser, lief am 6. September 1942 von Brest aus. U 202 gehörte zu einer Gruppe von insgesamt sieben Booten, die im Seeraum vor Trinidad operieren sollten. Es handelte sich um den letzten koordinierten Angriff auf die Versorgungswege vor der amerikanischen Westküste. Das Boot wurde bei der Durchquerung der Biskaya von einem Flugzeug angegriffen und leicht beschädigt. Am 17. September wurde U 202 mitten im Atlantik durch U 460 versorgt. Das Boot operierte anschließend im Nordatlantik, der Karibik und südöstlich von Trinidad. Es konnte auf dieser Unternehmung ein Schiff mit 1815 BRT versenken und 1 Schiff mit 7191 BRT beschädigen. Nach 49 Tagen und zurückgelegten 8.173,8 sm über und 444 sm unter Wasser, lief U 202 am 25. Oktober 1942 wieder in Brest ein.
- 1. Oktober 1942 niederländischer Dampfer ACHILLES (1815 BRT) durch Torpedo versenkt. Am 1. Oktober 1942 um 21:51 Uhr sichtete U 202 einen Dampfer und lief zum Angriff an. Mit dem ersten Schuss, um 22:41 Uhr wurde der Dampfer achtern getroffen. Daraufhin setzte er die Rettungsboote aus. Der Fangschuss erfolgte um 23:01 Uhr. In einer großen Explosionswolke verschwand die ACHILLES. Es gab einen Toten.
- 7. Oktober 1942 Beschädigung der amerikanischen JOHN CARTER ROSE (7191 BRT)

### „Rochen“ gegen UC 1
Ende Februar 1943 meldete U 522 einen britischen Konvoi, der sich auf dem Weg nach Curacao befand. Die deutsche U-Bootführung entschied, dass Boote der Rudel Robbe und Rochen, welche im Atlantik auf amerikanische Konvois lauerten, die zur Versorgung der Operation Torch nach Afrika fuhren, nunmehr diesen schnellen britischen Konvoi angreifen sollten. Die von Karl Dönitz zum Angriff auf Geleitzüge entwickelte Rudeltaktik sah vor, dass hierbei ein Boot den Konvoi verfolgte und weitere U-Boote mit Funksignalen heranführte. Der Angriff sollte erst erfolgen, wenn sich auf diese Weise eine entsprechende Menge an U-Booten gesammelt hatte. Insgesamt elf U-Boote nahmen die Verfolgung des Konvois UC 1 auf, der aus 32 Schiffen bestand und von sechs Kriegsschiffen gesichert wurde. Am Abend des 23. Februar griff auch Kommandant Poser mit U 202 in die Kampfhandlungen ein.
- 23. Februar 1943 ein niederländischer Tanker MURENA (8252 BRT) und zwei britische Tanker, die BRITISH FORTITUDE (8482 BRT) und EMPIRE NORSEMAN (9811 BRT) beschädigt, ein amerikanischer Tanker Esso Baton Rouge (Lage) mit 7989 BRT versenkt.

Die Beschädigung der feindlichen Schiffe erfolgte durch einen einzigen Viererfächerschuss, von dem drei Torpedos ein Ziel fanden. Die Versenkung der Esso Baton Rouge gelang Kommandant Poser durch einen Hecktorpedoschuss. Obwohl die deutsche Propaganda versuchte, den Angriff auf den UC 1 als überwältigenden Sieg darzustellen, bei dem acht Tanker und ein Zerstörer versenkt worden seien, wurden in dieser Nacht tatsächlich nur drei Tanker versenkt und zwei beschädigt.

## Versenkung
Am 1. Juni 1943 ließ Kommandant Poser das Boot südöstlich von Kap Farvel auftauchen, um den täglichen Funkspruch an den BdU abzusetzen. Durch Huff-Duff-Peilung gelang es Cpt. Frederic John Walker, der mit der Starling ganz in der Nähe die Geleitsicherung des Konvois HX 241 gewährleistete, U 202 anzupeilen und um die Mittagszeit anzugreifen. Es gelang Kommandant Poser einige Stunden lang, den Wasserbombenangriffen der Starling auszuweichen und Cpt. Walkers Sonarortung durch das Auswerfen von Kanistern zu behindern. Doch gegen Mitternacht war U 202 wegen schlechter Luft im Boot und Treibstoffmangel gezwungen, aufzutauchen. Cpt. Walker ließ U 202 umrunden und das Boot mit schweren MG beschießen. Dem deckenden Feuer aus kurzer Entfernung sowie den Wasserbomben, welche die Starling zwischen die Schwimmenden warf, fielen 18 Besatzungsmitglieder zum Opfer. 30 weitere, darunter Kapitänleutnant Poser, wurden gerettet. U 202 sank (Lage) am 2. Juni um 00.30 Uhr.